# Corleto Perticara

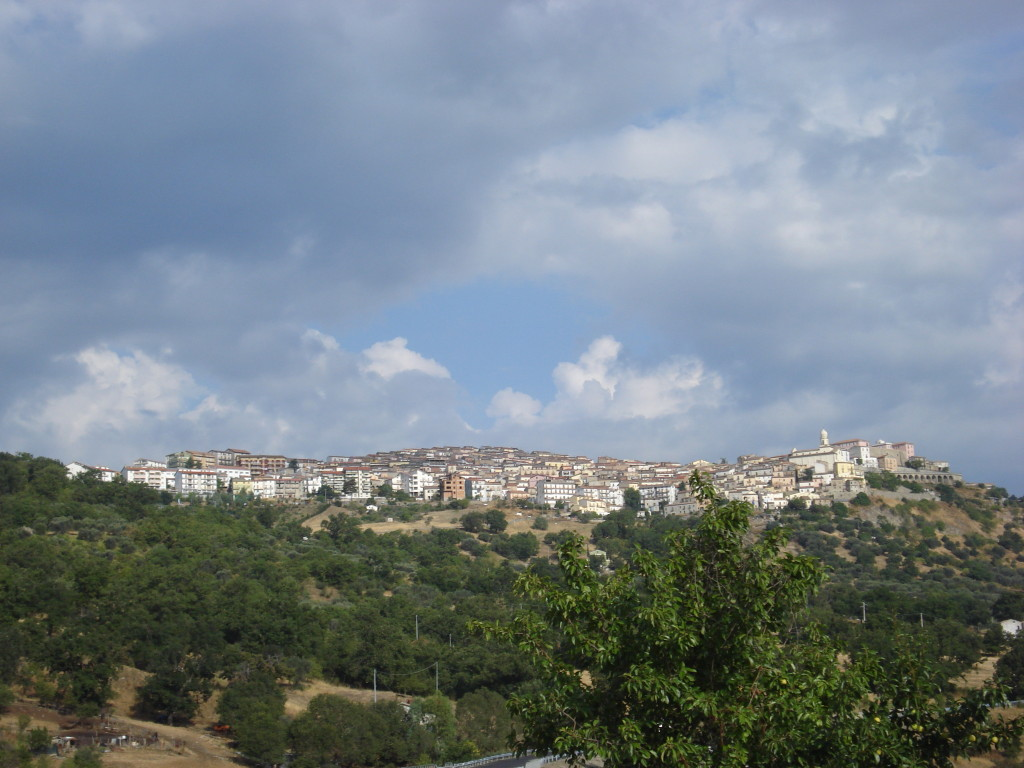
Corleto Perticara

Corleto Perticara (im lokalen Dialekt: Curlét oder Curletero) ist eine süditalienische Gemeinde (comune) mit 2283 Einwohnern (Stand 31. Dezember 2023) in der Provinz Potenza in der Basilikata. Die Gemeinde liegt etwa 34,5 Kilometer südöstlich von Potenza. Die Gemeinde grenzt unmittelbar an die Provinz Matera.

## Verkehr
Hier kreuzt die Strada Statale 92 dell'Appennino Meridionale mit der früheren Strada Statale 103 di Val d'Agri.

## Gemeindepartnerschaften
- Poggibonsi, Provinz Siena